# Giuliana Cavaglieri Tesoro
Giuliana Tesoro (de soltera Giuliana Cavaglieri) (Venecia, Italia, 1 de junio de 1921-Dobbs Ferry, Nueva York, 29 de septiembre de 2002) se mudó a los Estados Unidos en 1939 durante la época de Benito Mussolini. Fue una química orgánica con más de 125 patentes en los Estados Unidos que hizo múltiples contribuciones a la industria textil. Una de sus más famosas invenciones seguramente sea la tela ignífuga. Murió el 29 de septiembre de 2002 en Dobbs Ferry (Nueva York) a la edad de 81 años.

## Educación y experiencia profesional
Cavaglieri nació en Venecia en 1921 en una familia judía. Su padre, Gino Cavaglieri, dirigía una compañía de seguros y murió cuando ella tenía solo 12 años. En 1938, tras finalizar la educación secundaria se le negó el acceso al sistema universitario italiano por las leyes raciales impuestas por el gobierno fascista. Se mudó a Suiza primero y en 1939 a los Estados Unidos.
En los Estados Unidos accedió a la Universidad de Yale, de la cual se graduó en tiempo récord. En 1943, a la edad de 21 años, Cavaglieri recibía su doctorado en Química Orgánica. Ese mismo año se casó con Victor Tesoro, con quien tendría 2 hijos.
Trabajó los veranos en Calico Chemical Company hasta que en 1944 aceptó un puesto de trabajo como investigadora química en Onyx Oil and Chemical Company. En esta misma empresa la ascendieron a cabeza del departamento de síntesis orgánicas en 1946, subdirectora de investigación en 1955, y directora adjunta en 1957. Después la nombraron subdirectora de investigación orgánica en J.P. Stevens & Company. Se trasladó al instituto de investigación textil durante dos años. En 1969, aceptó un puesto como química en Burlington Industries y la nombraron directora del departamento de investigación química en 1971. 
En 1972 aceptó un puesto como profesora invitada en el Instituto Tecnológico de Massachusetts, donde estuvo enseñando hasta 1976. Se quedó en la facultado como profesora adjunta hasta 1982. Después se trasladó a Instituto Politécnico de Nueva York donde estuvo investigando hasta 1996, cuando se retiró oficialmente.

## Contribuciones a la química y a los textiles
Cavaglieri hizo numerosos avances en el procesamiento textil y en los compuestos orgánicos que mejoraron, tanto el rendimiento textil para los consumidores del día a día, como la eficiencia de los sistemas de fabricación. Desarrollo fibras resistentes al fuego, diseñando formas de prevenir la acumulación estática en fibras sintéticas.

## Comités y galardones
Fue miembro de varios comités de la Academia Nacional de las Ciencias (National Academy of Sciences) y del Consejo Nacional de Investigación (National Research Council) respecto a materiales tóxicos y seguridad ante el fuego. 
Otros comités en los que participó incluyen: la Organización de las Fibras Textiles (the Fiber Society), fundadora y presidenta en 1974, la Asociación Americana de Químicos y Coloristas Textiles (the American Association of Textile Chemists and Colorists), la Asociación Química Americana (the American Chemical Society).
En 1963 se le otorgó la Medalla Olney de la Asociación Americana de Químicos y Coloristas Textiles. También se le concedió el premio "Society of Women Engineers’ Achievement Award" en 1978.